# .lk
.lk ist die länderspezifische Top-Level-Domain (ccTLD) von Sri Lanka. Sie wurde am 15. Juni 1996 eingeführt und wird von der Universität Moratuwa verwaltet.

## Eigenschaften
Domains können ohne Wohnsitz oder Niederlassung im Land registriert werden, sie stehen also auch Ausländern offen. Im Jahr 2012 hat die Vergabestelle vom sogenannten Fast Track Process der ICANN Gebrauch gemacht, im Rahmen dessen vollständig internationalisierte Domainnamen eingeführt. Neben .lk gibt es seitdem die Top-Level-Domains .ලංකා (.lanka) in Sinhala und .இலங்கை (.ilangai) in Tamil. Bereits 2010 hat die Vergabestelle die Möglichkeit eingeführt, zumindest Domains unter .lk in diesen Sprachen anzumelden.